# Ira Hayes
Ira Hamilton Hayes (Sacaton, 12 gennaio 1923 – Bapchule, 24 gennaio 1955) è stato un militare nativo americano.
Era un Akimel O'odham, (nativo americano Pima) appartenente alla Comunità Indiana del fiume Gila. Fu un veterano della seconda guerra mondiale nella battaglia di Iwo Jima e la sua notorietà deriva dal fatto di essere stato immortalato, con altri fanti di marina, nella fotografia iconica che ritrae un gruppo di soldati intenti a innalzare la bandiera statunitense.

## Biografia
Figlio di Jobe E. e di Nancy W. Hayes, nacque nel territorio indiano del fiume Gila a Sacaton, Arizona. Arruolato nel corpo dei Marines in San Diego, venne addestrato come paracadutista. Ebbe come nomignolo il nome di "Capo nuvola caduta". Hayes fu arruolato nel 1942 ed addestrato come paramarines. Trasferito nel Pacifico venne ritratto casualmente dal fotografo Joe Rosenthal nella famosa foto scattata a Iwo Jima sulla cima del Monte Suribachi. L'immagine, che divenne un'icona della guerra del Pacifico, ritrae sei soldati statunitensi nell'atto di piantare l'asta della bandiera statunitense.
Pur non essendo un falso, una posa concordata con il fotografo, quello mostrato nella foto è solo il momento in cui viene issata la seconda bandiera, mentre i marine che combattevano sulle pendici del Monte e i marinai sulle navi avevano applaudito - e i superstiti avrebbero ricordato per sempre - la prima bandiera statunitense innalzata a Iwo Jima. L'ironia della sorte fu che, pur essendo piuttosto piccolo di statura e visibile solo marginalmente nella foto (è il primo a sinistra), la sua condizione di nativo americano lo fece diventare un autentico oggetto di culto nell'immediato dopoguerra.

### Il ritorno a casa

Hayes è il primo a sinistra

Promosso caporale prima del congedo, Hayes rifiutò sempre la condizione di eroe, e anzi si attivò per correggere una imprecisione sulla identificazione di uno degli altri raffigurati (Harlon Block, primo a destra), che - successivamente caduto in battaglia - era stato dimenticato. Per questo fece 1300 miglia con l'autostop per raggiungere la famiglia di Harlon in una fattoria del Texas, chiedendo loro di far riaprire l'inchiesta e accontentandosi della semplice gratitudine dei familiari.
Rientrato a casa Ira non riuscì a tornare alla normalità: troppa celebrità, troppi film e troppi inviti a convegni e cerimonie. Da parte sua considerò la sua notorietà per il "finto" innalzamento della bandiera (come di fatto era, trattandosi solo della ripetizione di un primo momento ben più importante per chi stava combattendo) una pura sciocchezza.
Dopo almeno cinquanta arresti per ubriachezza, riferendosi al proprio alcolismo affermò: Sono malato, lo so che sbaglio a ubriacarmi, offendo la memoria dei miei amici morti che erano migliori di me, e che nessuno ricorda. Il caso pose purtroppo ancora una volta il triste destino della "sindrome dei reduci" che rimase sottovalutata come malattia fino al suo migliore riconoscimento negli anni sessanta, grazie anche alla pubblicità recata da Audie Murphy, reduce decorato dalla seconda guerra mondiale.

### La morte

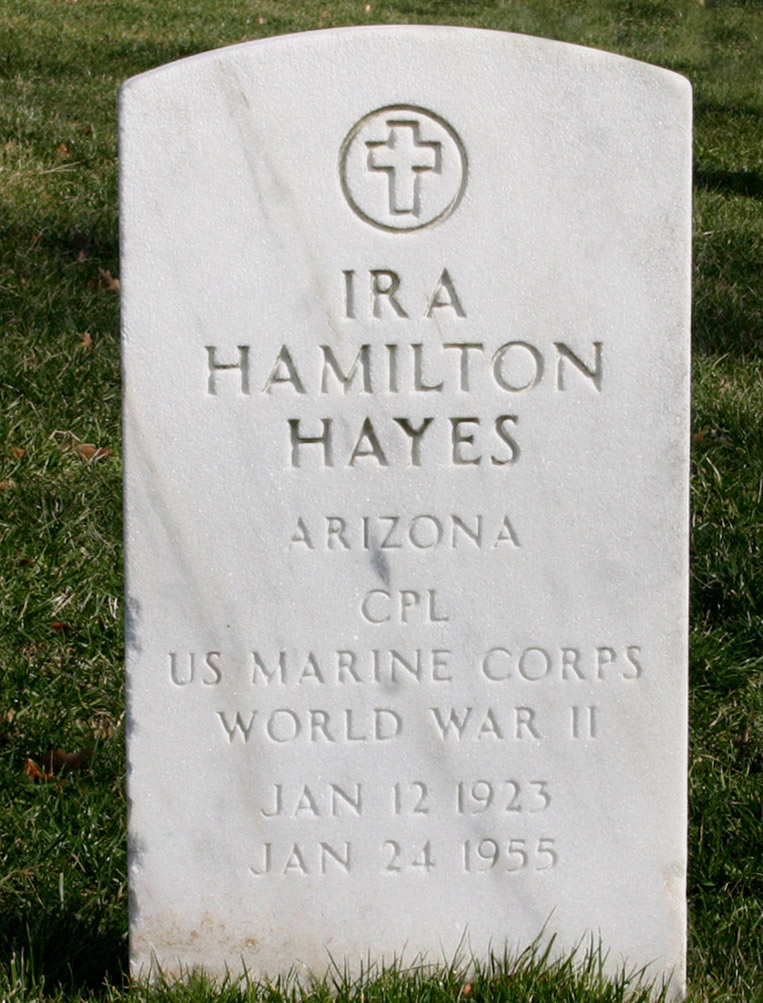
Pietra tombale di Ira Hayes in Arlington

Il 24 gennaio 1955 Hayes fu trovato morto faccia in giù nel suo vomito e nel suo sangue presso una baracca abbandonata, nei pressi di casa sua. Le indagini chiarirono che aveva passato la sera precedente, come spesso accadeva, con amici bevendo e giocando a carte. In particolare era rimasto con un amico, Henry Setoyant, Pima come lui; durante la partita ebbe un alterco e si azzuffò con gli amici, così come spesso accadeva quando beveva troppo.
In seguito all'alterco gli altri si erano allontanati, lasciandolo con Setoyant. In seguito si era avviato solo verso casa. Il magistrato inquirente che indagò sulla sua morte concluse, chiudendo l'indagine, che la causa di morte era da considerarsi dovuta all'abuso di alcool, che ormai aveva minato gravemente il suo fisico, associata alla esposizione da stress della zuffa. Setoyant negò sempre che fossero intervenuti fatti di rilievo dopo che gli amici si erano allontanati.
Per la sua notorietà, pur essendo deceduto nella riserva indiana del fiume Gila, fu trasportato e seppellito nel cimitero nazionale di Arlington in Virginia. Il suo compagno, nella foto della bandiera, René Gagnon, disse al suo funerale: «Penso che lui avesse un piccolo sogno nel cuore, che gli indiani potessero essere valutati come i bianchi; che il suo sogno possa andare dappertutto nel nostro paese». Fu seppellito nel settore 34, tomba 479A.

## Nei media
- Insieme agli ex-commilitoni John "Doc" Bradley e René Gagnon, fa una breve apparizione nel film Iwo Jima, deserto di fuoco, del 1949.
- Nel film Flags of Our Fathers del 2006 diretto da Clint Eastwood, basato sull'omonimo libro scritto da James Bradley, viene narrata la storia della famosa immagine e gli eventi di chi fu fotografato, Hayes viene interpretato da Adam Beach. In precedenza, la tragica vita di Ira Hayes era stata narrata in Il sesto eroe (The Outsider) del 1961, per la regia di Delbert Mann. In quel caso, Ira era interpretato da Tony Curtis.

- Alla sua figura il cantautore folk Peter La Farge ha dedicato una canzone intitolata The Ballad of Ira Hayes[2], cantata anche da Bob Dylan (che la inserì nell'album discografico eponimo Dylan del 1973), Townes Van Zandt, Johnny Cash e Kris Kristofferson.